# Makedonská dynastie (Byzanc)

Byzantská říše v roce 1025.

Makedonská dynastie vládla v Byzanci s přestávkami v letech 867–1056. Jejími nejvýznamnějšími představiteli byli Basileios I., který se dostal na trůn převratem a vraždou císaře Michaela III., a Basileios II. Bulgaroktonos (Bulharobijce). Někteří makedonští císaři byli na trůnu pouze formálně a vládli za ně jejich oficiální spolucísařové jako například Romanos I. Lakapenos za Konstantina VII., který se věnoval literární činnosti, nebo Jan I. Tzimiskes a Nikeforos II. Fokas v době nezletilosti synů císařů Romana II.: Basileia II. a Konstantina VIII.
Na trůn se dostala i ženská příslušnice rodu císařovna Theodora, dcera Konstantina VIII. Její sestra Zoe přivedla na trůn své dva manžele Michaela IV. a Michaela V. Anna Porfyrogenneta, sestra Basileia II., se roku 988 provdala za kyjevského knížete Vladimíra I. Svatého.

## Vládnoucí příslušníci makedonské dynastie
- Basileios I. (867–886)
- Leon VI. Moudrý (886–912)
- Alexandr (912–913)
- Konstantin VII. Porfyrogennetos (913–956)
- Romanos II. (956–963)
- Basileios II. Bulgaroktonos (976–1025)
- Konstantin VIII. (1025–1028)
- Theodora III. (1054–1056)

Dnes se někteří badatelé, například britská historička Judith Herrinová, celkem oprávněně domnívají, že Leon VI. nebyl synem Basileia I., ale jeho předchůdce na císařském trůnu Michaela III., který za Basileia provdal svoji milenku Eudokii Ingerinu. Z tohoto pohledu nezaložil Basileios vlastní dynastii, ale jednalo se o pokračování amorijské dynastie, jejímž zakladatelem byl císař Michael II.